# Xanthorhoe ferrugata
Espèce
Xanthorhoe ferrugata, la Rouillée, est une espèce de lépidoptères (papillons) de la famille des Geometridae, de la sous-famille des Larentiinae.

## Liste des sous-espèces
Selon Catalogue of Life (25 février 2023) :
- sous-espèce Xanthorhoe ferrugata alaskae Cassino & Swett, 1925
- sous-espèce Xanthorhoe ferrugata bilbainensis (Fuchs, 1898)
- sous-espèce Xanthorhoe ferrugata infumata Barnes & McDunnough, 1917
- sous-espèce Xanthorhoe ferrugata malaisei (Djakonov, 1929)